# Tabea Kemme
Tabea Kemme (Stade, 14 dicembre 1991) è un'ex calciatrice tedesca, di ruolo difensore.
Plurititolata, ha giocato la prima parte della carriera in patria, vestendo la maglia del Turbine Potsdam con la quale ha vinto quattro campionati tedeschi, chiudendo la carriera all'estero, con l'Arsenal, vincendo, seppure da infortunata, anche il campionato inglese 2018-2019. Ha indossato anche la maglia della nazionale tedesca dalle giovanili, vincendo con la formazione Under-17 il Campionato europeo 2008 di categoria e con l'Under-20 il Mondiale di Germania 2010, mentre con la nazionale maggiore, oltre che vincere l'edizione 2014 dell'Algarve Cup, ha ottenuto una medaglia d'oro olimpica alle Olimpiadi di Rio 2016.

## Carriera

### Club
Tabea Kemme si avvicina al gioco del calcio fin dalla giovane età, iniziando la carriera nel 2000, all'età di otto anni, presso l'SG Freiburg/Oederquart sotto la supervisione dell'allenatore Inge Bajema.
Nel 2006 si trasfesce al Turbine Potsdam, società che inizialmente la inserisce nella sua formazione giovanile B-junior. Al termine della stagione 2007-2008 si laurea campionessa tedesca del campionato femminile B-junior, venendo anche inserita in rosa con la Turbine Potsdam II, la squadra riserve iscritta alla 2. Frauen-Bundesliga, facendo le sue prime presenze in una formazione senior. Dalla stagione successiva viene stabilmente inserita in rosa con la formazione titolare iscritta al campionato di Frauen-Bundesliga 2008-2009, facendo il suo debutto nel livello di vertice del campionato tedesco il 17 settembre 2008, alla prima giornata della stagione, e siglando la sua prima rete in Bundesliga al Bad Neuenahr.
Nel corso della carriera Kemme venne impiegata in tutti i reparti, iniziando come attaccante, nella nazionale tedesca Under-20 era tuttavia schierata nel reparto difensivo. Anche nel club ha cambiato la posizione di gioco, da attaccante (fino al 2009) a centrocampista (fino al 2011) e infine, dalla stagione 2011-2012, come difensore, ruolo che non avrebbe più abbandonato.
Con il Turbine Potsdam Kemme ha vinto quattro volte il titolo di campione di Germania e tre volte il DFB-Hallenpokal, conquistando inoltre quello di Campione d'Europa 2009-2010, la prima edizione della UEFA Women's Champions League, sconfiggendo in finale le francesi dell'Olympique Lione dopo i tiri di rigore
Nel febbraio 2018 venne annunciato che Kemme non avrebbe rinnovato il suo contratto, e all'inizio di luglio, dopo il termine della stagione, si trasferisce per la prima volta all'estero  sottoscrivendo un contratto con l'Arsenal per giocare in FA Women's Super League, la massima divisione del campionato inglese femminile di calcio, dal campionato 2018-2019.
Il 14 gennaio 2020 annuncia il suo ritiro al calcio giocato a causa di un infortunio subito nel 2019.

## Palmarès

### Club

#### Competizioni nazionali
- Campionato inglese: 1

Arsenal: 2018-2019
- Campionato tedesco: 4

Turbine Potsdam: 2008-2009, 2009-2010, 2010-2011, 2011-2012
- DFB-Hallenpokal femminile: 2

Turbine Potsdam: 2008, 2009

#### Competizioni internazionali
- UEFA Women's Champions League: 1

Turbine Potsdam: 2009-2010

### Nazionale
- Campionato mondiale femminile Under 20 di calcio: 1

Germania 2010
- Campionato europeo femminile Under 17 di calcio: 1

Svizzera 2008
- Algarve Cup: 1

2014
- Oro olimpico: 1

Rio de Janeiro 2016